# Туктарово (Башкортостан)
Туктарово (баш. Туҡтар) — деревня в Благовещенском районе Республики Башкортостан Российской Федерации. Входит в состав Волковского сельсовета. В деревне проживают русские, марийцы и башкиры.

## География

### Географическое положение
Расстояние до:
- районного центра (Благовещенск): 28 км,
- центра сельсовета (Волково): 8 км,
- ближайшей ж/д станции (Загородная): 43 км.

## История
Деревня основана в 1811 году черемисами. Предположительно, они были выходцами из деревни Токтарово Бирского уезда (ныне Мишкинский район РБ). Марийцы поселились на вотчинных землях башкир Булекей-Кудейской волости, оформив договор о припуске.
До 1860-х годов деревня называлась Новое Токтарово, а ее жители имели статус припущенников военного звания. После 1865 года было образовано одноименное сельское общество, деревня вошла в состав Надеждинской волости. Крестьяне-припущенники марийской деревни получили 462 десятины надельной земли.
В 1870 году в деревне насчитывалось 15 дворов и 84 человека. К 1912 году количество проживающих человек выросло до 244, а деревня состояла из 36 крестьянских хозяйств (все с землей).
Вся надельная земля в Туктарово находилась в общинной собственности, но местными крестьянами было куплено 79 десятин укрепленной надельной земли и за пределами деревни. Большинство туктаровских крестьян жили скромно, зажиточных хозяев не было. Лишь в трех хозяйствах имелось от 30 до 40 десятин земли, в двух — от 6 до 10 десятин посева и только в одном — три рабочих лошади.
В начале XX века в деревне появилась земская одноклассная мужская черемисская школа. Первым учителем в ней стал Виталий Александрович Любимов. В 1914 году он был мобилизован, школа фактически закрылась. Однако, по данным 1917 года, школа в деревне работала, а кроме самого Виталия Александровича в ней учительствовала его супруга. В советское время в деревне функционировала начальная школа.

### Административно-территориальная принадлежность
Туктарово входила в состав различных волостей и сельсоветов: 1918—1923 годы — в Волковскую волость; в 1930—1950-е годы — в состав Христолюбовского сельсовета; с 1954 года и по настоящее время — в состав Волковского сельсовета.

## Население
| 2002 | 2009 | 2010 |
| ---- | ---- | ---- |
| 136  | ↗174 | ↘172 |

Согласно переписи 2002 года, преобладающие национальности — башкиры (53 %), марийцы (40 %).

## Инфраструктура
Во время коллективизации в деревне был образован колхоз «Передовой», в 1960-е годы деревня вошла в колхоз «Знамя».

## Транспорт

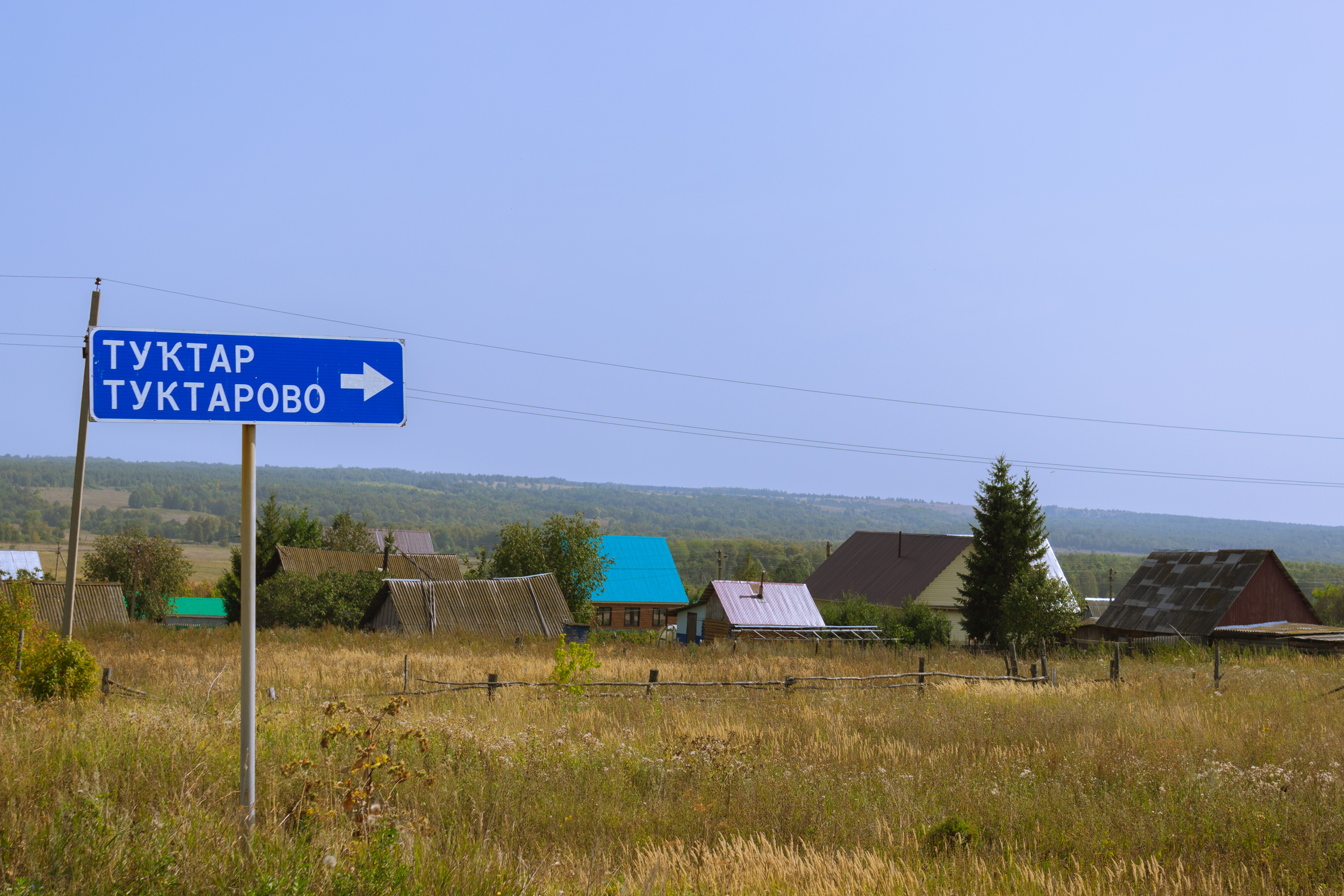
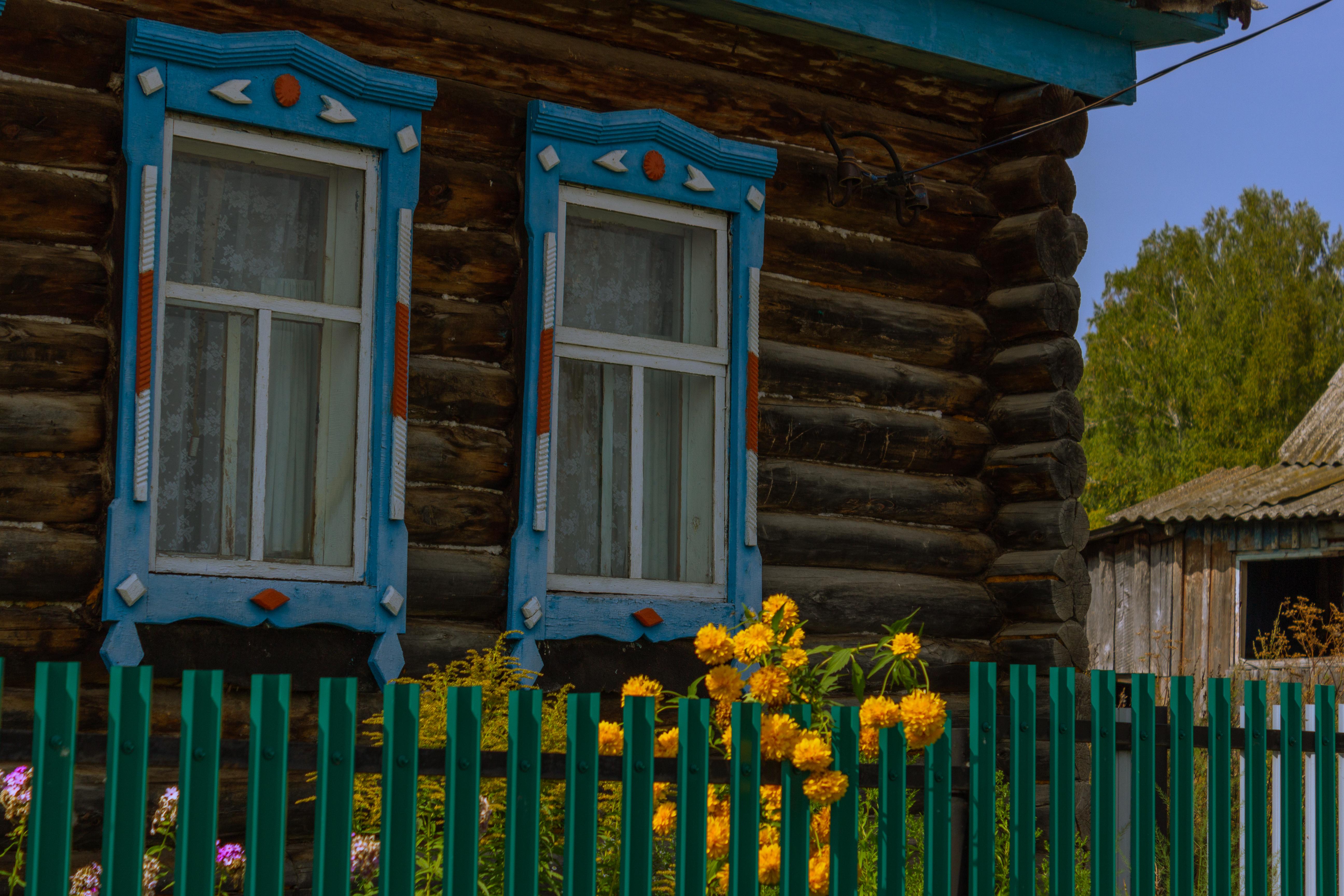
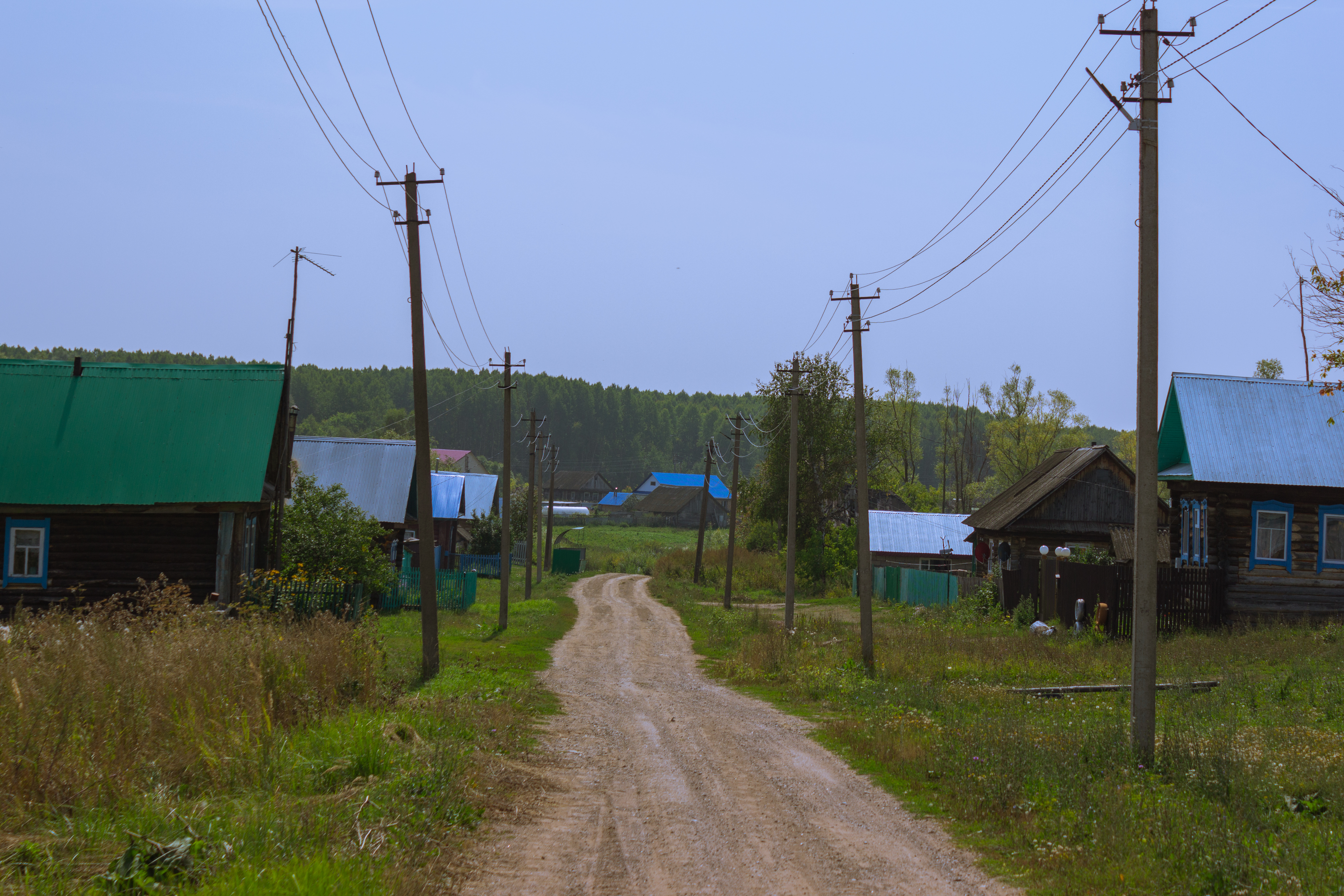
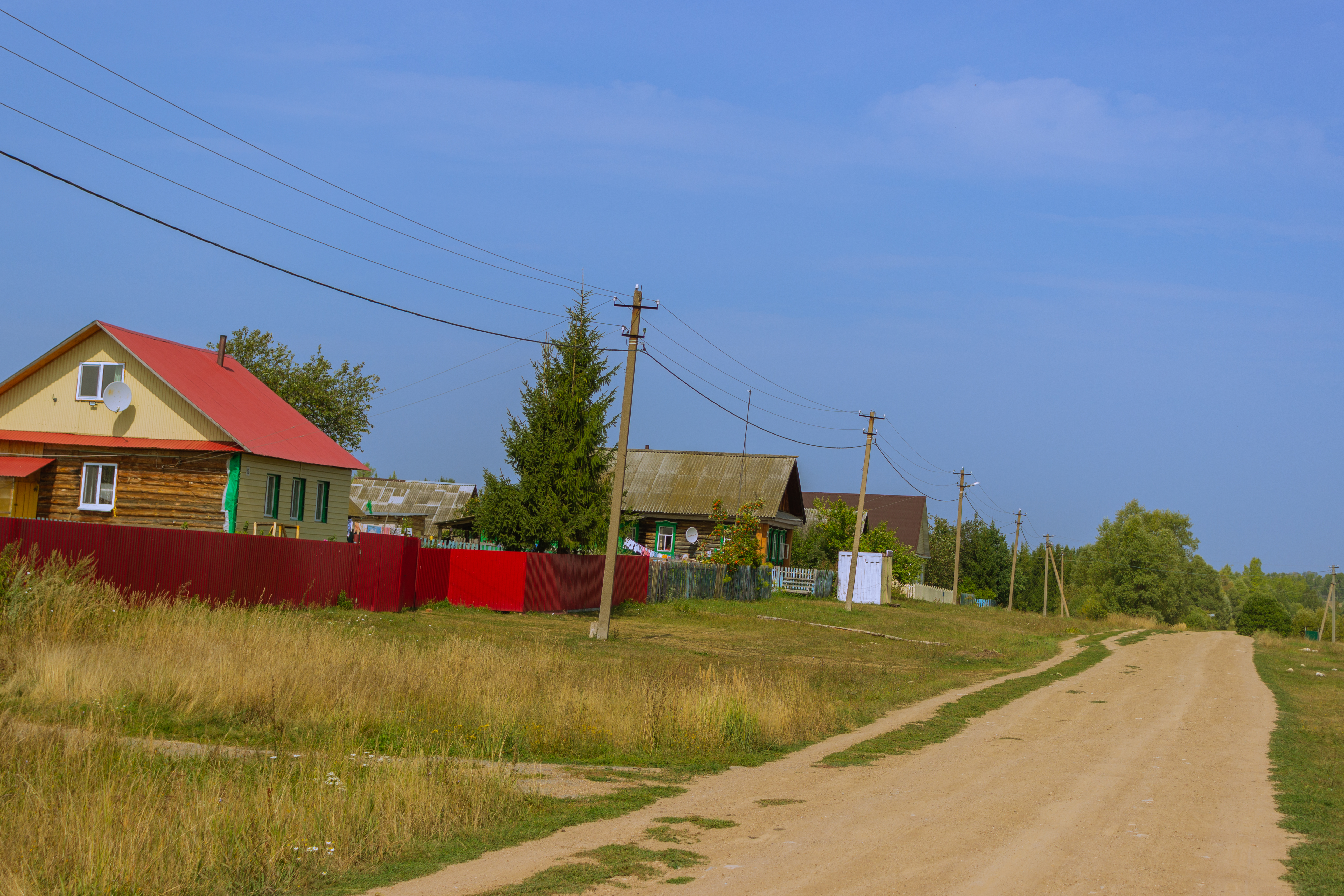
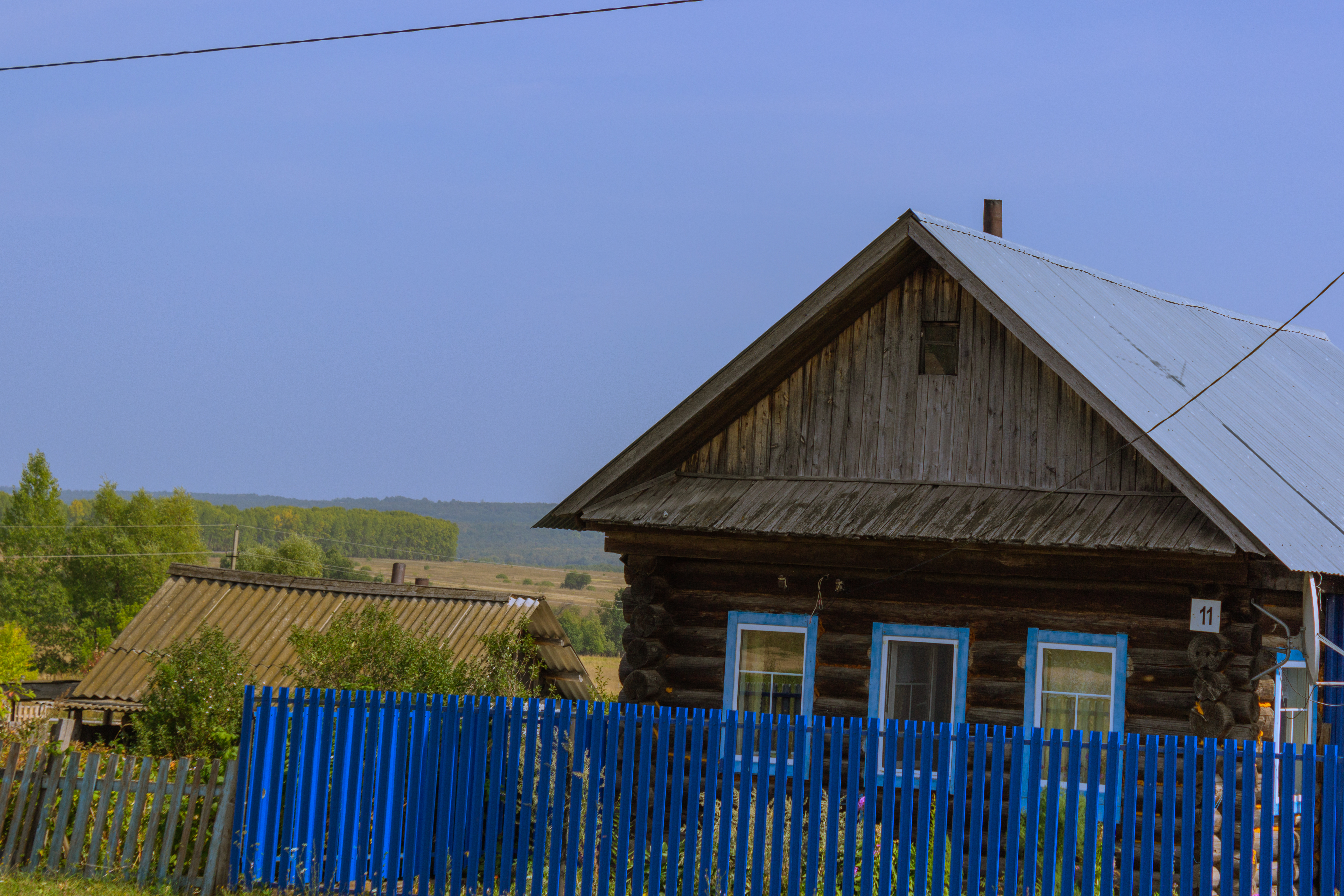

Туктарово доступно автотранспортом.